# Дружтјевна при Хорнаду
Дружтјевна при Хорнаду (слч. Družstevná pri Hornáde) насељено је мјесто са административним статусом сеоске општине (слч. obec) у округу Кошице-околина, у Кошичком крају, Словачка Република.

## Становништво
| Година:    | 1994. | 2004.    | 2014.    | 2024.   |
| ---------- | ----- | -------- | -------- | ------- |
| Број људи: | 3021  | 2177     | 2678     | 2852    |
| Разлика:   |       | -27,93 % | +23,01 % | +6,49 % |

| Година:    | 2023. | 2024.   |
| ---------- | ----- | ------- |
| Број људи: | 2804  | 2852    |
| Разлика:   |       | +1,71 % |

Према подацима о броју становника из 2011. године насеље је имало 2.557 становника.